# Вейо Балтцар
Вейо Балтцар (фін. Veijo Baltzar, народ. 9 червня 1942, місто Куопіо, Фінляндія) — фінський письменник і драматург циганського походження; пише фінською мовою. Письменник, сценарист, художник, театральний режисер, поет і громадський діяч, відомий зокрема й за межами Фінляндії. У 2011 році президент країни Тар'я Халонен присвоїла Вейо Балтцару за його заслуги в розвитку культури звання заслуженого діяча культури («радника з питань культури», Cultural Counsellor).
Його творчий шлях, який розпочався в 1960-і роки, і включає в себе безліч написаних ним літературних творів, а також його культурно-політична громадська діяльність служать культурним містком між циганським і іншими народами. За своїм корінням Балтцар — кочовий циган. Його міцна ідентичність і базова культура, а також глибоке знання культури корінного народу дали можливість сформуватися його широким і критичним поглядам на обидві культури. Більшу частину своєї літературної творчості Балтцар присвятив циганській культурі і міжкультурному діалогу.

## Літературна кар'єра
Балтцар почав свій творчий шлях романом Polttava tie («Дорога, яка обпалює»), поява якого викликала великий резонанс. Роман опубліковано в 1968 році, і відтоді Вейо Балтцар залишався провідним циганським письменником у Фінляндії. Роман «Дорога, яка обпалює» був першим літературним твором, в якому представник циганської спільноти показав зсередини приховані від інших життя і культуру фінських циган.
Надалі Вейо Балтцар обговорював циганську культуру і стосунки з корінним населенням в численних художніх творах, віршах, драматичних творах і написаних ним лібрето, кіносценаріях та теле- і радиоспектаклях.
Останній роман Вейо Балтцара «У війні і в любові» (фін. Sodassa ja rakkaudessa) вийшов у світ в 2008 році. У цьому творі він описує події геноциду циганського народу, його трагічну долю під час Другої світової війни в Європі, про що раніше не було публікацій.
У зв'язку з публікацією книги і 40-річчям творчого шляху, автора нагороджено медаллю Мікаеля Агрікола. На думку видавництва «Таммі», Вейо Балтцар є глашатаєм циганської спільноти і служить важливою посередницькою ланкою між фінської і циганської культурою.

## Театральна кар'єра

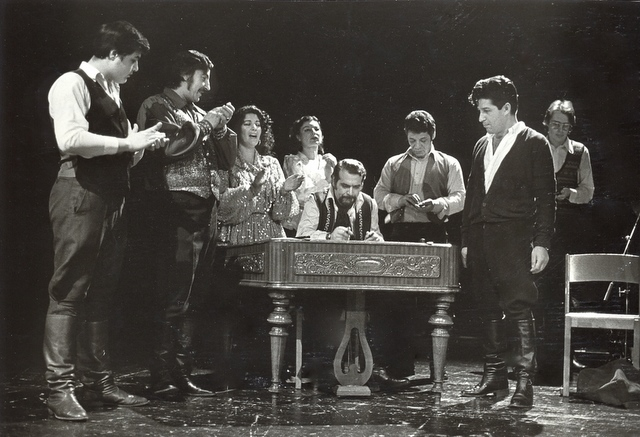

Вейо Балтцар є засновником і керівником першого і єдиного у скандинавських країнах професійного циганського театру. У 1976 році Балтцар заснував при Театральному інституті циганський театр «Дром» , який активно виступав по всій Фінляндії і за кордоном. Цей театр, який народився на основі театрального циганського курсу, швидко отримав статус професійного. Театральний Центр Фінляндії нагородив «Дром» у 1981 році за творчі досягнення (Theatre Act of the Year prize). Вейо Балтцар сам писав тексти, був і викладачем, і керівником, і режисером. Іншими режисерами в театрі були Ілкка Ванне й Ліза Ісотало, за музичну частину відповідав Тоні Еделманн.
Театр «Дром» показав циганську культуру і познайомив фінів з нею художніми засобами, водночас розширюючи і розвиваючи самосвідомість циган знаннями про своє коріння і духовні цінності нації. Наразі назву «Дром» носить активне творче культурне об'єднання, засновником і головою якого є Балцар (www.drom.fi). «Дром» — назва також музичного ансамблю, який виконує сучасну циганську музику. Автором слів пісень, які виконує ансамбль, є Вейо Балтцар.

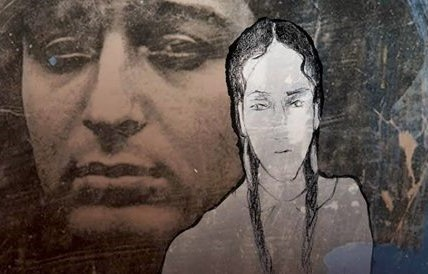

Балтцар багато разів викладав у Театральному інституті і ставив спектаклі по всій Фінляндії. Вистава «Рай для богів», 1992 року, написана і поставлена ним у студентському театрі міста Куопіо, отримала мистецьку премію комуни Куопіо. В Іматрі Балтцар поставив народну міфічну оперу «Орлі», 1997 року, котра стала популярною і яку потім показали на сцені палацу «Фінляндія» (Finlandia Hall). Наразі Вейо Балтцар керує в Олександрівському театрі міста Гельсінкі своїм колективом, який називається «Інтеграційний театр Балтцара» (прем'єра останньої вистави «Гріх» 20.4.2016).
З 1976 року Вейо Балтцар розвиває свій педагогічний метод на засадах емоційного інтелекту «Міжкультурне виховання на практичній основі» і застосовує його у своїй театральній діяльності та роботі з молоддю. Міністерство культури й освіти Фінляндії недавно внесло цю методику до числа потенційного об'єкта імпорту фінського освіти.

## Художня творчість
Починаючи з 1968 року Балтцар займається також художньою творчістю. Його останню художню виставку під назвою «Північне танго» відкрив заступник міністра закордонних справ Чехії в Празі у грудні 2014 року.
Створена під керівництвом Балтцара у 2011 році виставка «Міранда — Голокост циган» організовувалася в багатьох містах Фінляндії, а з травня 2017 року виставка подорожує Європою. Проєкт європейського турне виставки «Очима Міранди 2017—2018» (Through Miranda's Eyes) — це відкриття світового турне. Проєкт підтриманий програмою ЄС «Європа для громадян». Виставка Міранда розповідає про замовчуваний геноцид циган під час Другої світової війни. «Міранда» успішно гастролювала у Фінляндії з 2012 року, де з нею ознайомилося вже більше 1 мільйона відвідувачів. Виставка була представлена у Національному музеї Фінляндії в 2013—2014 роках

## Громадська діяльність

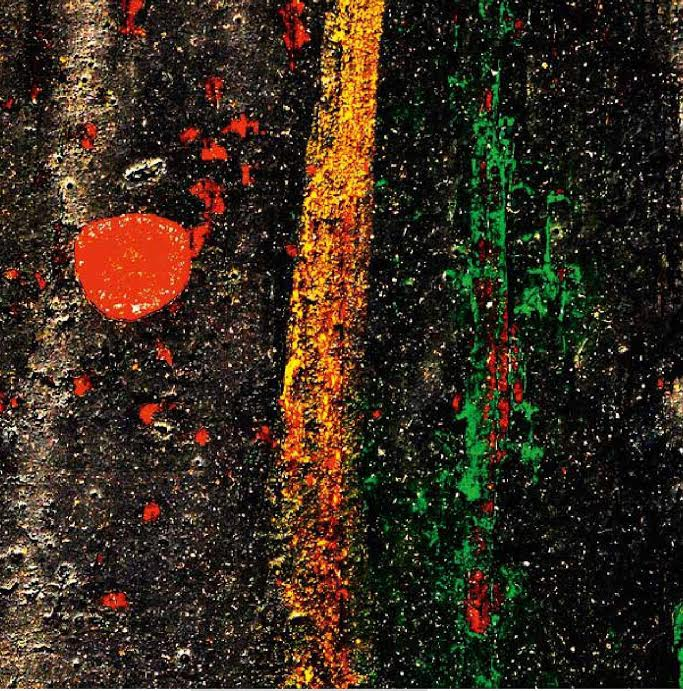

У 2002 році Балтцар став ініціатором створення Міжнародної асоціації циганських письменників (IRWA), щоб поліпшити становище циганських письменників на міжнародному рівні.
Балтцар — новатор також у питаннях мультикультуризму. В його останніх публікаціях, таких як «Практична філософія», що вийшла фінською та англійською мовами (ntamo, 2012, 2014 року), Балтцар дає сміливі критичні, але, при тому, конструктивні оцінки, що стосуються багатокультурності в Європі і етнічних взаємин. Балтцар серйозно торкається питань багатокультурності також і в своїх спектаклях.
У 2014 році Вейо Балтцар організував у будівлі Малого Парламенту, Гельсінкі дводенну міжнародну конференцію «Совість Європи», метою якої було відновлення політики Європейського союзу щодо національних меншин, багатокультурності і міграційної політики. Вейо Балтцар опублікував на конференції 24 ініціативи у формі законопроєкту з оновлення політики ЄС щодо багатокультурності Європи, які були далі передані Європейській комісії.

## Кримінальне переслідування
21 листопада 2019 року Вейо Балтцара заарештовано за підозрою у торгівлі людьми. Згідно з відомостями, опублікованими газетою Helsingin Sanomat, він протягом декількох десятків років маніпулював молодими жінками, намагався їх використовувати, змушував відмовитися від своїх сімей.